# Caballerocotyla notosinense
Caballerocotyla notosinense är en plattmaskart. Caballerocotyla notosinense ingår i släktet Caballerocotyla och familjen Capsalidae. Inga underarter finns listade i Catalogue of Life.